# Miskolczi Szigyártó István
Miskolczi Szigyártó István (Gyulaj, Szabolcs vármegye, 1798. január 15. – Szentmártonkáta, 1868. június 22.) református lelkész.

## Életútja
Apja Miskolczi János szintén pap, édesanyja a Geleji Katona István egyik unokája, Kathona Zsuzsánna volt. Miskolczi az elemi iskolákat Kisvarsányban kezdte, hova apja lelkészül ment. Nyolc éves korában a debreceni főiskolába küldték, ahol 1812-ben lépett a felső osztályba. 1820-ban mint VIII. éves diákot küldte a tanári testület a túrkevei iskola rendbehozására. 1823-ban és 1824-ben Szepes megyében, Pozsonyban és Bécsben tartózkodott a német nyelv elsajátítása végett, minthogy külföldi akadémiákra menni akkor tilos volt. Ekkor a papi vizsgát letette és két évig Dunavecsén, egy évig Szalkszentmártonban káplánkodott. 1829-ben sárkeresztúri rendes pappá lett, ahol kilenc évet töltött, 1838-ban pedig szentmártonkátai lelkészszé választották. 1854-ben a kecskeméti traktus alesperese, 1860-ban főesperese lett. 
Egyházi beszédei a következő gyűjteményekben: a Fördős Lajos által szerkesztett Különféle viszonyokra vonatkozó papi dolgozatok (Kecskemét, 1857-58) X-XII. füzetében és ugyanattól Gyászesetekre (Kecskemét, 1864-65.) XI-XIII. füz. és a Szász Károly által szerkesztett Különféle papi dolgozatok. Pest, 1860. I. és III. füz.
Az Áhitatosság óráinak egyik fordítója volt.

## Műve
- Beigtató beszéd, melyet tartott máj. 1. Kecskemét, 1856. (Fördős Lajos beiktatására).

Kéziratban több egyházi beszéde van.